# 国際学生科学技術フェア
リジェネロン国際学生科学技術フェア（リジェネロンこくさいがくせいかがくぎじゅつフェア、Regeneron International Science and Engineering Fair, ISEF）は、毎年5月にアメリカ合衆国で開催される科学フェア（科学コンテスト）である。ワシントンD.C.に本部を置く非営利団体ソサエティ・フォー・サイエンスによって運営されている。
世界約70の国と地域から1500人以上の学生が参加する世界最大の科学コンテストであり、「科学のオリンピック」とも呼ばれる。入賞者には奨学金、授業料補助、インターンシップ、科学に関する研修旅行などの特典があり、大賞1名には7万5千ドル、次点の2名には5万ドルが贈られる。賞金・賞品の総額は470万ドル以上になる。授賞式は、特別賞団体発表会（現在は政府賞発表会も含む）とグランドアワードセレモニーの2つの形式で行われる。
1950年にサイエンス・サービス（現在のソサエティー・フォー・サイエンス）によって創設された。1997年から2019年まではインテルがスポンサーとなり、イベント名に「インテル」が冠されていた。2020年からはリジェネロン・ファーマシューティカルズがタイトルスポンサーを務め、イベント名に「リジェネロン」が冠されているが、同年のイベントはCOVID-19パンデミックの影響で、オンラインでの開催となった。

## 著名な出場者
過去の著名な出場者には、以下の人物がいる。
- リチャード・ゼア（1957年） - アメリカの化学者。1983年にアメリカ国家科学賞を受賞[8]。
- ジェームズ・エドワード・ガン（1957年） - アメリカの天文学者。マッカーサー・フェロー。2008年にアメリカ国家科学賞を受賞[8]。
- ポール・モドリッチ（1964年） - アメリカの生化学者。2015年にノーベル化学賞を受賞[8]。
- スーザン・ソロモン（1972年） - 大気化学者。1999年にアメリカ国家科学賞を受賞[8]。
- クリスティーナ・M・ジョンソン（英語版）（1975年） - ニューヨーク州立大学学長[9]。
- ダイアン・ニューマン（英語版）（1987年） - 微生物学者[10]
- フェン・チャン（2000年） - ゲノム編集技術CRISPRの研究者[11]
- アレクサンドリア・オカシオ＝コルテス（2007年） - アメリカ下院議員[12]
- アレックス・ディーンズ（英語版）（2013年） - 発明家[13]

## 出場者と競技内容
出場者は、地域、地区、州のISEF提携フェアから選ばれる。これらのフェアは通常、複数の州や国の全地域を対象としている。例えば日本からは、日本学生科学賞(JSSA)またはジャパン・サイエンス&エンジニアリング・チャレンジ(JSEC)で上位入選した中から選抜された者が派遣されている。
ISEFでは、個人とチームの両方で競技が行われる。チームは、2人から最大4人の高校生（9～12年生）で構成される。
大会の構成は、以下の通りである。
- 日曜日: 到着、プロジェクトのセットアップ、展示と安全に関する違反の修正、ピンの交換
- 月曜日: 追加の到着とセットアップ、開会式
- 火曜日: プロジェクトの最終チェック
- 水曜日: 3つのセッションで行われる受賞審査、インタビュー（あらかじめ予定されたものと、予定されていないものがある）
- 木曜日: 一般公開日、特別表彰式
- 金曜日: グランドアワードセレモニー、プロジェクトの撤収

さらに、開催地で様々な体験をする時間も設けられており、ISEFでは様々なツアーやアクティビティに申し込むことができる。プログラムの重要な要素は社会的なもので、生徒同士が交流するイベントが行われる。また、開催期間の大半を使って、生徒、指導者、教師を対象とした様々なセミナーが開催される。

## 賞と栄誉
- ゴードン・E・ムーア賞 - 7万5千ドルの奨学金。特定の分野や世界全体に影響を与える可能性のある、革新的な研究やプロジェクトとして選出された「ベスト・オブ・カテゴリー」賞の上位受賞者に贈られる。
- インテル財団若手科学者賞 - インテルとSSPからの5万ドルの賞金。「ベスト・オブ・カテゴリー」賞の次点の2つのプロジェクトに贈られる。
- ダドリー・R・ハーシュバックSIYSS賞- 受賞者には、ストックホルム国際青年科学セミナーへの全費用負担と、ノーベル賞授賞式に出席する権利が与えられる。
- インテル・ベスト・オブ・カテゴリー賞 - 部門賞受賞者には5千ドルの奨学金、受賞者の学校および受賞者が代表するフェアには1千ドルの助成金が授与される[14]。
- Intel International Excellence in Teaching Award[15]

このほか、一般見学者が好きな作品に投票する「People's Choice Award」も行われている。
2001年以降、MITのリンカーン研究所では、セレス・コネクションの一環として、ISEFの受賞者の名前を小惑星につけている。
また、複数の組織が、それぞれの基準に従って特別賞を後援している。特別賞を後援している組織には、アメリカ国家安全保障局(NSA)、Association for Computing Machinery(ACM)、IEEE財団などがある。